# Лаосское имя
Имена лаосцев построены по западному образцу — фамилия следует после имени. В официальных документах указывается как имя, так и фамилия человека, однако при формальном общении традиционно принято обращение по имени с добавлением титула или элемента, выражающего уважение к собеседнику.
В повседневном общении лаосцы обычно обращаются друг к другу по прозвищам.
Как и в случае тайцев, во многом схожих с лаосцами в культурном отношении, лаосские имена могут иметь негативную семантику, основываться на звукоподражании, использовании бессмысленных слогов или указывать на отличительные черты человека. Это связано с обычаем давать детям имена, которые должны отпугнуть от новорождённого злых духов.
Фамилии были введены в 1943 году распоряжением французского колониального правительства. Первые фамилии получили члены королевской семьи и знать, а затем остальные классы. В настоящее время фамилий не имеют лишь представители изолированных этнических групп, проживающих в отдалённых районах страны.
По происхождению лаосские имена и фамилии являются смесью пали, санскрита и лаосского языка. Он могут быть связаны с природой, животным миром или королевскими титулами. Лаосское имя обычно состоит из 2—3 слов, однако в романизации может занимать 10—15 букв.

## Распространённые элементы имён
| Элемент                                    | Современная орфография | Древняя орфография | Происхождение и значение                                                                      |
| Вонг, Понг Vong(sa) wóŋ, Phong(sa) [pʰóŋ]  | ວົງ, ພົງ                 | ວົງສ໌, ພົງສ໌           | санскрит, «королевское происхождение»                                                         |
| Singh or Syha                              | ສິງ sǐŋ, ສິຫະ [sǐː háʔ]  | ສິງຫ໌                | санскрит, «лев».                                                                              |
| Тян Chan [càn]                             | ຈັນ                     | ຈັນທ໌                | санскрит, «луна», не следует смешивать с элементом тьян (сандаловое дерево) в слове Вьентьян. |
| Dao                                        | ດາວ                    |                    | лаосский, «звезда».                                                                           |
| Dara [daː ráː], [daː lá:]                  | ດາລາ                   | ດາຣາ               | санскрит, «вечерняя звезда».                                                                  |
| Па Pha pʰāʔ, Phra [pʰrāʔ]                  | ພະ                     | ພຣະ                | лаосский, обычно придаёт следующему компоненту религиозное или королевское значение.          |
| Кам Kham                                   | ຄຳ [kʰám]              |                    | лаосский, «золотой» или «драгоценный».                                                        |
| Ласа, Лат Rasa, Racha [ráː sáː], [láː sáː] | ລາຊາ, ລາດ              | ຣາຊາ, ຣາຊ          | санскрит, «король».                                                                           |
| Саван Savane, Savan, Savanh sáʔ wăn        | ສະຫວັນ                  | ສວັນ, ສວັນຄ໌          | санскрит, 'Сварга' «небо».                                                                    |
| Пу Phou, Phu [pʰúː]                        | ພູ                      |                    | лаосский, «гора».                                                                             |
| Sri, Si [sǐː]                              | ສີ                      | ສີ, ສຣີ              | санскрит, 'Шри' или «процветание».                                                            |
| Kaew, Kèw [kɛ̑ːw]                           | ແກ້ວ                    |                    | лаосский, «стекло», «драгоценность», «драгоценный камень».                                    |
| Vora, Worra [vɔː rāʔ]                      | ວໍລະ                    | ວໍຣະ                | санскрит, «превосходный», «великолепный».                                                     |
| Сай, -тай Sai sái, Chai                    | ໃຊ                     |                    | санскрит, «победа».                                                                           |